# Verena Menapace
Verena Menapace (ur. 11 czerwca 1986 w Wiedniu) – austriacka lekkoatletka.
W 2015 została srebrną medalistką igrzysk europejskich w klasyfikacji drużynowej (była 1. na 400 metrów przez płotki z czasem 58,94 s i 2. w sztafecie 4 × 400 metrów z czasem 3:37,51 s).
Wielokrotna medalistka mistrzostw Austrii. W 2011 zdobyła srebrny medal mistrzostw kraju w klasyfikacji drużynowej w biegach przełajowych, sztafecie 4 × 100 metrów i 400 m ppł oraz brązowy na 800 m, w 2012 wywalczyła złoto na 400 m ppł i brąz na 800 m, w 2013 została mistrzynią kraju na 400 m, 400 m ppł i w sztafecie 4 × 100 m, w 2014 zdobyła złoty medal na 400 m ppł i 800 m, a w 2015 została mistrzynią kraju na 400 m ppł i 800 m. Jest również wielokrotną medalistką halowych mistrzostw Austrii. W 2012 została halową mistrzynią kraju w sztafecie 4 × 200 m i wicemistrzynią na 800 m, w 2013 wywalczyła złoto na 800 m i w sztafecie 4 × 200 m oraz srebro na 400 m, w 2014 została halową mistrzynią kraju na 800 m i wicemistrzynią na 400 m oraz w sztafecie 4 × 200 m, a w 2015 zdobyła srebrny medal na 800 m i brązowy na 400 m. Reprezentantka klubu DSG Volksbank Wien reprezentowana przez Karla Sandera.
Rekordy życiowe:
- 100 m – 12,55 s (Wiedeń, 31 lipca 2012)
- 200 m – 25,41 s (Andorf, 17 sierpnia 2013)/24,98w (Wiedeń, 7 lipca 2013)
- 200 m (hala) – 26,19 s (Wiedeń, 31 stycznia 2012)
- 400 m – 55,17 s (Neustadt, 4 sierpnia 2013)[14]
- 400 m (hala) – 56,25 s (Wiedeń, 16 lutego 2014)
- 800 m – 2:04,35 s (Linz, 1 sierpnia 2015)
- 800 m (hala) – 2:07,87 s (Wiedeń, 23 lutego 2013)
- 400 m ppł – 58,94 s (Baku, 21 czerwca 2015)